# Māngrol (ort i Indien, Gujarat)
Māngrol är en ort i Indien.   Den ligger i distriktet Jūnāgadh och delstaten Gujarat, i den västra delen av landet, 1 100 km sydväst om huvudstaden New Delhi. Māngrol ligger 22 meter över havet och antalet invånare är 58 989.
Terrängen runt Māngrol är platt. Havet är nära Māngrol åt sydväst. Runt Māngrol är det tätbefolkat, med 343 invånare per kvadratkilometer. Det finns inga andra samhällen i närheten.